# عادل (اسم)
عادل اسم مذكر عربي مشتق من الكلمة العربية العدالة، مما يعني الإنصاف والشخص المستقيم والذي يحكم بالعدل والحق ولا يميل به الهوى. يشيع استخدامه في البلدان الإسلامية، وتستخدم في بعض الأحيان من «المسيحيين الأقباط» في جميع أنحاء الشرق الأوسط.

## أشخاص يحملون الاسم
- عادل إمام (17 مايو 1940 -)، ممثل مصري.
- عادل زعيتر (1895-1957)، شيخ المترجمين العرب.
- عادل بلكايد (ولد في 15 سبتمبر 1970) هو لاعب جودو مغربي.
- عادل خيري (25 ديسمبر 1931-12 مارس 1963) ممثل كوميدي مسلم مصري.
- عادل الجبير هو وزير الخارجية السعودي السابق.
- عادل الكوش (مواليد 1 يناير 1979) هو عداء مغربي.
- عادل نضال رضوان ممثل وستاند أب كوميدي.
- عادل أدهم (8 مارس 1928 - 9 فبراير 1996)، ممثل سينمائي مصري.
- عادل زيد الطريفي، وزير الثقافة والإعلام بالسعودية.
- عادل عيد، هو لاعب كرة قدم مصري.
- العادل أبو بكر بن أيوب (1200-1218) أحد ملوك الدولة الأيوبية.
- عادل سليمان، عسكري مصري.
- عادل عبد العزيز عبد الله صالح الصرعاوي، من مواليد 1962، نائب في مجلس الأمة الكويتي.
- عادل بن عبد الله ريان من قارئي القرآن الكريم.
- عادل سرحان هو مخرج لبناني.
- عادل الخضر هو مخرج برامج تلفزيونية وأغاني مصورة كويتي.
- عادل أبو حسون (30 يوليو 1970 في بيروت لبنان -) ممثل أداء صوتي سوري.
- عادل البكري (1930م) هو كاتب من الموصل.
- عادل عدوي هو طبيب وأستاذ جراحة عظام مصري بجامعة بنها.
- عادل يسري أحد أبطال حرب أكتوبر.
- عادل محمود (3 مارس 1979 -) مغني وفنان بحريني شاب له 3 إلبومات غنائية.
- عادل دنه هو لاعب كرة قدم سعودي يلعب لنادي الفتح.
- عادل علي (6 يناير 1942) ممثل سوري.
- عادل طويل هو مغني ألماني شهير.
- عادل تاعرابت لاعب كرة قدم مغربي.
- عادل السليمي الزهراني لاعب كرة قدم تونسي.
- عادل سدرا مهندس كهربائي مصري-كندي.
- عادل عسيران (1905 - 1998)، رئيس سابق للمجلس النيابي اللبناني.
- عادل الشاذلي هو لاعب كرة قدم تونسي.
- عادل شيحي لاعب كرة قدم مغربي.
- عادل محمد فقيه مهندس سعودي.
- عادل حمود لاعب كرة قدم كويتي.
- عادل اسكندر فرج هو باحث وأكاديمي.
- عادل لامي هو لاعب كرة قدم قطري.
- عادل معيزة لاعب كرة قدم جزائري.
- عادل المعاودة سياسي بحريني.
- عادل لبيب سياسي مصري.

## أشخاص يحملون الاسم كلقب
- عمرو عادل لاعب كرة قدم مصري.
- زيزي عادل (26 أكتوبر 1987 -)، مغنية مصرية.